# Blood River

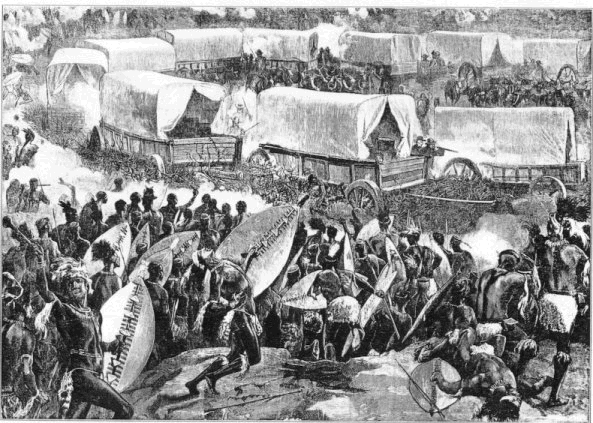
Skildring av slaget vid Blood River

Blood River är en flod i den sydafrikanska provinsen KwaZulu-Natal. Den fick sitt namn efter ett slag som stod här den 16 december 1838, då trekboerna under Andries Pretorius besegrade zuluerna under deras legendariska hövding Dingane. Cirka 3 000 zulusoldater dödades i slaget, och dagen firades senare i Sydafrika som Dinganes dag. 1952 byttes namnet på högtiden till Day of the Covenant eller Day of the Vow, men efter apartheids fall har den åter bytt namn, till Day of Reconciliation.